# Aplocera fraudulentata
Aplocera fraudulentata är en fjärilsart som beskrevs av Herrich-Schäffer 1861. Aplocera fraudulentata ingår i släktet Aplocera och familjen mätare. Inga underarter finns listade i Catalogue of Life.